# مارکوس مرک
مارکوس مرک (به آلمانی: Markus Merk) از داورهای ارشد سابق در فوتبال آلمان است. وی شش بار برندهٔ جایزهٔ داور سال آلمان شده‌است و رکورددار تعداد داوری‌ها در بوندسلیگا است.
وی همچنین در تاریخ ۸ اسفند ۱۳۷۸، چهل و نهمین شهرآورد تهران را قضاوت کرد.